# Miroslav Dudok
Miroslav Dudok (ur. 31 lipca 1952 w Erdeviku) – słowacki językoznawca i poeta. Zajmuje się m.in. ewolucją słowacczyzny i języków południowosłowiańskich, tożsamością językową, gramatyką opisową i eksplanacyjną oraz ortoepią. Należy do najważniejszych słowackich slawistów i jest jednym z najczęściej cytowanych słowackich językoznawców w Serbii.

## Życiorys
W 1976 r. ukończył studia w dziedzinie języka i literatury słowackiej na Wydziale Filozoficznym Uniwersytetu Komeńskiego w Bratysławie. W 1979 r. uzyskał „mały doktorat” (PhDr.). Stopień doktora nauk (DrSc.) uzyskał na podstawie rozprawy pt. Glutinácia textu v slovenčine a srbochorvátčine (Uniwersytet w Nowym Sadzie, 1987). W 1993 r. został mianowany profesorem zwyczajnym.
Redagował czasopisma „Vzlet” i „Nový život”. Był pracownikiem Instytutu Językoznawstwa im. Ľudovíta Štúra. Wykłada w Katedrze Języków Słowiańskich na Wydziale Filozoficznym Uniwersytetu Komeńskiego.

## Wybrana twórczość
- Glutinácia textu v slovenčine a v srbčine a chorvátčine (1987)
- Vývin slovakistiky (1997)
- Úvod do textiky (1998)
- Náveje. Prolegomena do liter(m)árnosti textu (2001)
- Zachránený jazyk (2008)
- Celebes, Celebes (2012)